# Ken je mij (lied)
Ken je mij is een gedicht/lied geschreven door de Nederlandse theoloog en dichter Huub Oosterhuis. Oosterhuis schreef de tekst van het lied in 1973. Het is over de jaren door verschillende artiesten opgenomen. Degene die de muziek bij het nummer maakte was Stijn van der Loo in 2005. Door versies van de dochter van Huub, Trijntje Oosterhuis, geniet het nummer bekendheid onder het grote publiek.

## Achtergrond
Oosterhuis schreef het lied als een gedicht en haalde hiervoor inspiratie uit de woorden van Psalm 139. Hij schreef het kort na de geboorte van Trijntje.
Het kan worden gezien als een liefdeslied, maar mede door de gelijkenissen met Psalm 139 is aannemelijk dat het gaat over de rust die er is als men gekend wordt door God. Pas 32 jaar later werd er door Stijn van der Loo muziek bij het gedicht geschreven. Dit deed hij nadat kunstenares en producente Iris van Haaren vond dat de teksten van Oosterhuis ook geschikt waren voor buiten de kerk, waarna Oosterhuis aan haar voorstelde om aan Van der Loo te vragen om de muziek te schrijven. Hij bracht het nummer ten gehore bij zijn theathershow Nero in 2005 en in 2006 stond het op het album Licht, een album met teksten van Oosterhuis en muziek en zang van Van der Loo. De liederen werden toegevoegd als muzikale bijlage aan de dichtbundel Licht van Oosterhuis.

## Versies van Trijntje
Trijntje Oosterhuis kreeg van haar vader de dichtbundel Licht mee en beluisterde de nummers in de muzikale bijlage. Haar aandacht viel toen op Ken je mij, een nummer dat er voor haar uitsprong. Ze vroeg aan haar vader en aan Van der Loo toestemming om het zelf op te nemen en zette het vervolgens op een album met dezelfde titel. Haar eerste versie was een liveopname in De Rode Hoed in Amsterdam. Hier werd ze begeleid door gitarist Leonardo Amuedo. Ze omschreef haar versie als iets drukker dan het origineel van Van der Loo.
Behalve de eerste versie van Trijntje, heeft ze over de jaren heen het nummer nog voor verschillende andere gelegenheden opgenomen en stond het op diverse (verzamel)albums. In 2011 was het op het album We've Only Just Begun te vinden en in 2018 op het album Mensen veel geluk, een album met enkel liedteksten van haar vader. In 2015 bracht ze bij televisieprogramma RTL Late Night het nummer voor Marco Borsato. Deze versie viel goed bij de Nederlandse kijkers en belandde op de eerste plaats van de downloadlijst van iTunes van Nederland. Ook waren er hitnoteringen in Nederlandse hitlijsten nadat het als single werd uitgebracht. In 2018 zong Trijntje Oosterhuis het nummer samen met Yosina Roemajauw voor de Nationale Dodenherdenking. In 2021 zongen de twee het lied opnieuw, nu als een eerbetoon aan de Nederlandse veteranen. Ze werden hier begeleid door het Orkest Koninklijke Luchtmacht en was te zien bij televisie-uitzending Ode aan onze Veteranen.
Trijntje vertelde dat ze door het zingen van het lied zich nog dichter bij haar vader voelde.

### Hitnoteringen
De versie uit 2015 had enig succes in de hitlijsten van Nederland. Het stond op de twintigste plaats van de Nederlandse Single Top 100 in de enige week dat het in deze hitlijst stond. De Nederlandse Top 40 werd niet bereikt; het kwam hier tot de zeventiende plaats van de Tipparade.